# Olivier-Hourcade
Olivier-Hourcade, né le 1er juin 1892 à Bordeaux, dans le département de la Gironde, et mort pour la France à Oulches-la-Vallée-Foulon le 21 septembre 1914, est un poète, critique d'art et animateur littéraire français du XXe siècle. Il est le fondateur de la revue Les Marches du Sud-ouest.

## Biographie
Auguste Victor Marie Hourcade, qui écrit sous les pseudonymes Olivier-Hourcade ou Olivier Bag, né le 1er juin 1892 à Bordeaux, est le fils de Victor Jean Baptiste Hourcade (né en 1845 à Pau), conducteur de travaux aux chemins de fer du midi, et de Anna Adélina Joséphine Olivier (née en 1858 à Limoux).      
Elève au lycée à Bordeaux, il publie à dix-sept ans son premier recueil de poèmes, Des ombres tremblantes (1909), sous le pseudonyme d'Olivier Bag. Il fonde avec Carlos Larronde la Société des poètes girondins et du Sud-ouest, dont Francis Jammes accepte la présidence d’honneur. Cette société organise des festivals visant à introduire les grandes œuvres dramatiques et poétiques contemporaines au public bordelais.    
En 1912, il fonde la revue Les Marches du Sud-ouest, à laquelle collaborent Paul Claudel et Emile Verhaeren. La revue Vers et Prose du poète Paul Fort dit de lui : « Un mot enfin résume l'affection et l'estime où je tiens son ardent enthousiasme, son intelligence toujours en éveil, la générosité de son cœur et son jeune mais déjà haut talent : Olivier-Hourcade est comme le Paul Fort de la jeune génération ».      
En montant à Paris, Olivier-Hourcade se fait rapidement un nom comme critique d’art. Il lance une enquête sur le cubisme dans L’Action, tient une chronique régulière dans Paris-Journal, collabore à plusieurs revues et dirige avec Larronde La Revue de France et des pays français. C’est à cette époque qu’il fait la connaissance de Saint-Pol-Roux, avec qui il noue une complicité littéraire. Olivier-Hourcade joue un rôle clé dans l’animation de la scène littéraire parisienne. Il introduit notamment le festival que le Théâtre Idéaliste consacre à Saint-Pol-Roux en mars 1914. Proche du peintre Tobeen, né comme lui à Bordeaux, il écrit plusieurs fois sur sa peinture, l'introduit dans les milieux littéraires et le présente au poète Jean Lebrau.
Son recueil Chansons du pays de Gascogne et de Béarn, bien que prévu pour 1912, ne sera publié qu’en 1924.
Incorporé le 8 octobre 1913 pour son service militaire au 34e régiment d'infanterie. Il est mobilisé avec son régiment dès le début de la Première Guerre mondiale. Blessé à l’oreille le 18 septembre 1914 lors d’une reconnaissance et nommé caporal le 20 septembre, Olivier-Hourcade est tué à l'ennemi à Oulches-la-Vallée-Foulon, au moulin de Vauclerc, dans l'Aisne, le 21 septembre 1914,. Il est cité à l'ordre du corps de l'armée avec la mention : « étant en patrouille avec son chef de section, a été frappé d'un éclat d'obus et est tombé en disant à son frère Vous direz chez moi que je suis mort en brave ».
Il est inhumé à la Nécropole nationale de Craonnelle. En reconnaissance de son sacrifice et de son œuvre, son nom est inscrit au Panthéon parmi ceux des écrivains morts pour la France.

## Œuvres
- Des ombres tremblantes, publié sous le pseudonyme Olivier Bag, 1909[10]
- Les Marches du Sud-ouest, 1912
- La revue de France et des pays français, 1912[11]
- La tendance de la peinture contemporaine, 1912[12]
- Chansons du pays de Gascogne et de Béarn, avec deux poèmes à Olivier-Hourcade, par Francis Jammes et Paul Fort, posthume, 1924[13]

## Distinctions
- 1915 : Académie française, Prix Jules Davaine
- Croix de guerre 1914–1918, étoile de bronze